# سیاه آب
سیاه آب نام روستایی از توابع بخش انابد شهرستان بردسکن در استان خراسان رضوی ایران است. این روستا در دهستان صحرا قرار دارد و براساس سرشماری مرکز آمار ایران در سال ۱۳۸۵، جمعیت آن زیر سه خانوار بوده‌است.